# Pilotrichella squamatula
Pilotrichella squamatula là một loài Rêu trong họ Meteoriaceae. Loài này được (Müll. Hal. ex Ångström) Müll. Hal. miêu tả khoa học đầu tiên năm 1953.